# 49th Street Theatre
Le 49th Street Theatre, rebaptisé par la suite Cinema 49, était un théâtre de Broadway situé au 235 de la 49e Rue ouest, dans le quartier des théâtres de Manhattan, à New York.

## Histoire
Le théâtre, construit dans le style néo-Renaissance, comportait 750 places. Il fut conçu par l'architecte Herbert J. Krapp sur une commande de la Shubert organization et édifié en 1921. C'était l'un des quatre théâtres construits par Krapp pour les Shubert qui en faisaient construire six au total dans les 48e et 49e Rue,.
La façade était en marbre, pourvue de colonnes surmontées de chapiteaux et de corniches aux lignes classiques, ressemblant à celle du Biltmore Theatre, autre création de Krapp. L'intérieur lambrissé en chêne et les tons bleus des fauteuils et du rideau avaient pour but de créer une atmosphère intimiste dans le style des vieilles demeures anglaises. Le vestibule courait tout le long de l'auditorium ; il n'y avait pas de loges mais des salons et des fumoirs se trouvaient en mezzanine.
Il ouvrit le 26 décembre 1921 avec une représentation de Face Value, une comédie de Laurence Grass, puis proposa diverses productions populaires, comme la revue La Chauve-Souris (en) et la pièce d'Aaron Hoffman (en) Give and Take, mais commercialement, ce fut l'une des entreprises les moins réussies des frères Shubert. Ils perdirent le théâtre pendant la Grande Dépression : il fut brièvement utilisé par le Federal Theatre Project (en) pour 3 productions,, puis devint une salle de spectacle jusqu'en avril 1938. La représentation finale fut celle du Canard sauvage d'Henrik Ibsen. On y diffusa ensuite des films sous le nom de Cinema 49 — fondé par le Français Jacques Willy Walch, c'était en 1939 l'un des trois cinémas en langue étrangère de Manhattan spécialisés dans les films français —, mais ce fut là aussi un échec commercial et il ferma en 1940 ; le bâtiment fut démoli en décembre de la même année. Sur le site se trouve actuellement le Pearl Hotel, construit en 2010.

## Galerie

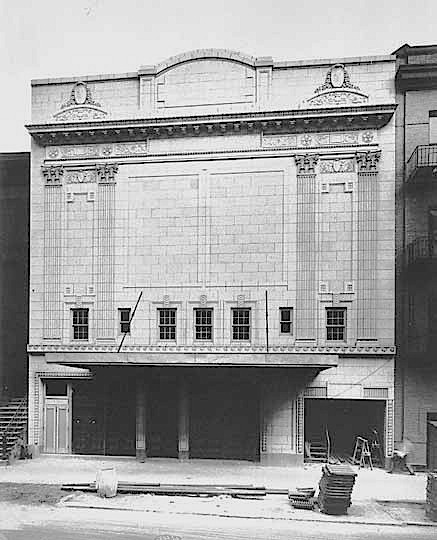
La façade, l'année de la construction.
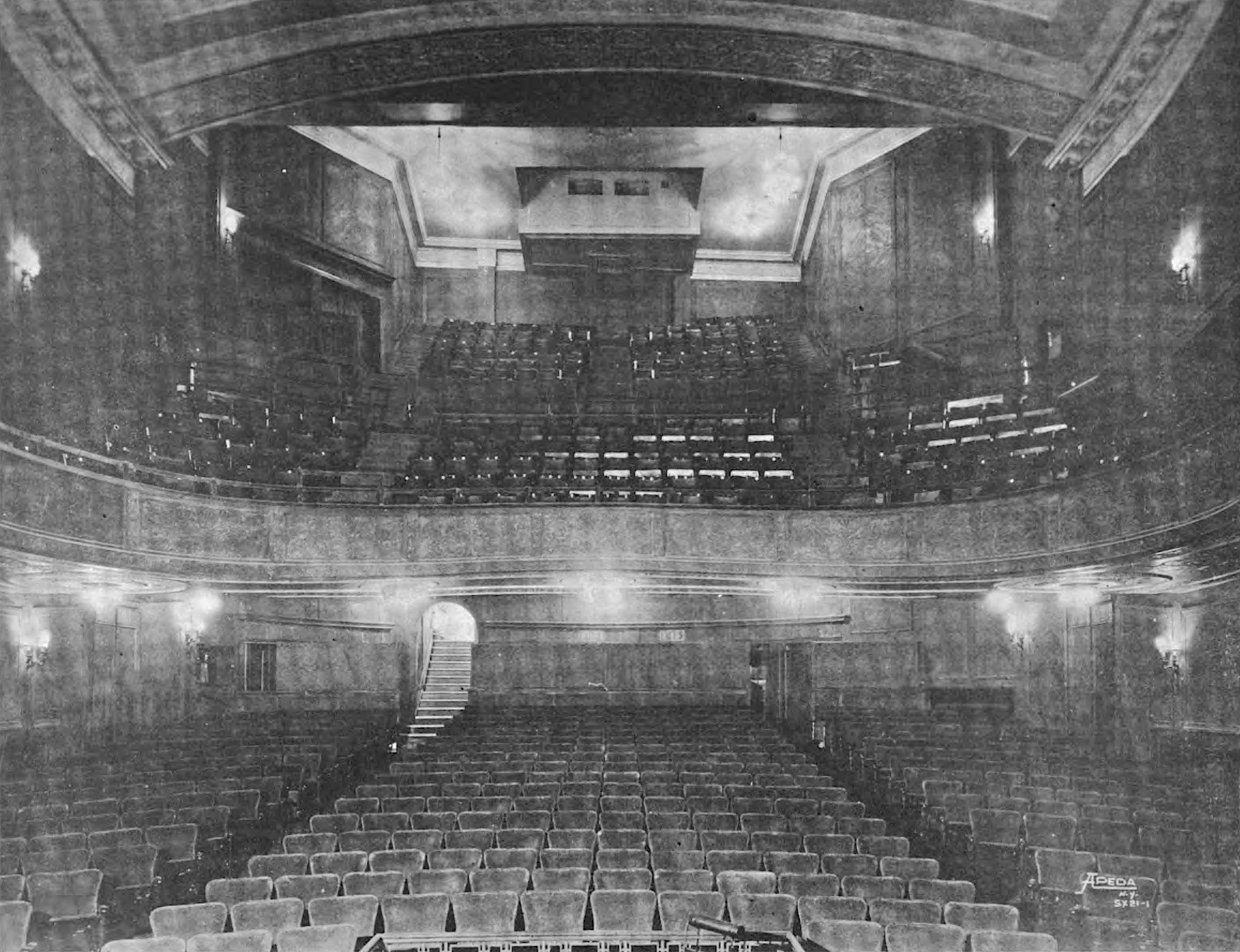
L'auditorium, en février 1922.
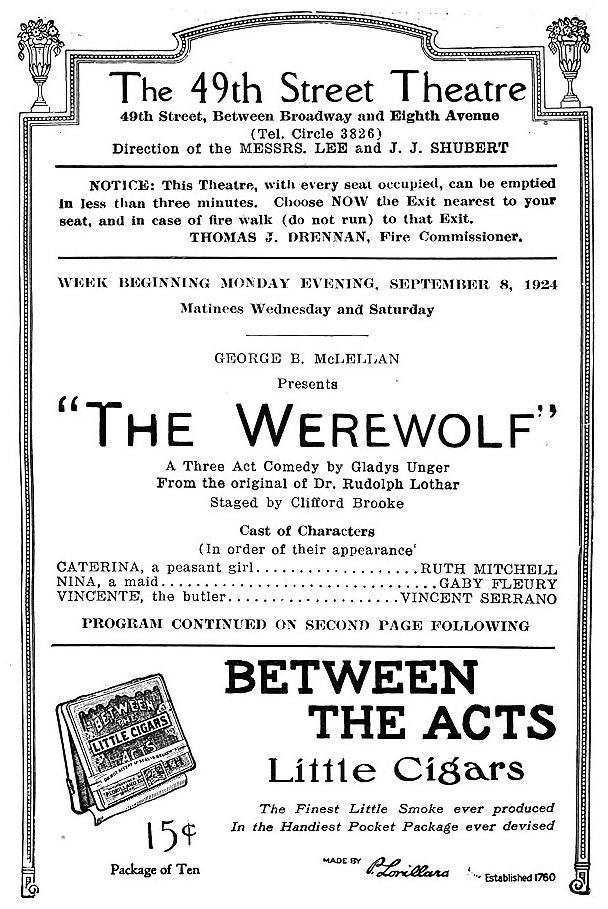
Affiche pour The Werewolf, 1924.

## Spectacles (liste non exhaustive)
- 1921 : Face Value de Laurence Grass
- 1924 : The Outsider de William H. Harris Jr. [7]
- 1924 : The Werewolf (en) de Gladys Unger
- 1927 : Fallen Angels de Noël Coward[7]
- 1930 : Insult, de J. E. Harold Terry (en) et Harry Tighe (en)[7]
- 1936 : The Water Carrier de Jacob Prager et Alexander Olshanetsky[1]
- 1938 : Le Canard sauvage d'Henrik Ibsen